# Българене (област Плевен)
Вижте пояснителната страница за други значения на Българене.
Българѐне е село в Северна България. То се намира в община Левски, област Плевен.

## География
Село Българене се намира в Среднодунавската хълмиста равнина. Разположено е в средното течение на река Осъм. Селото отстои на 36 km югозападно от град Свищов, на 39 km източно от град Плевен, на 40 km югоизточно от град Никопол и на 12 km северозападно от град Левски.
Село Българене е кръстопътно село. През него минават шосетата Свищов-Българене-Левски-Ловеч, Никопол-Българене-Левски-Велико Търново и централното шосе Русе-Плевен-София. Добрите шосейни връзки със съседните села и градове са предпоставка за икономическото развитие на селото. Българене е североизточната врата на община Левски.
Територията на българенското землище обхваща обхваща площ 35 000 дка. В близост се намират съседните села Стежерово, Изгрев, Обнова, Аспарухово, Малчика, Деляновци и Козар Белене.
Релефът на землището е равнинен. В северната част на землището е малко по-пресечен. Там се открояват склоновете Милът, Таларят, Кючекът, Червената могила и малки долове с различен наклон. Южната част на землището представлява обширна равнина, която е наклонена на север.
В землището на село Българене някога са съществували около 60 местности, имената на голяма част от които са позабравени: Трепката, Прекопаница, Люляка, Садовите, Гъстите круши, Гладно бърдо, Данкова черница, Балабанско, Гамбалото (място за поене на добитъка), Къшлите (място за зимуване на овцете), Горното ливади, Долното ливади, Момина вада, Стойчова бара, Долът, Ганчов въртоп, Селището, Елията, Лъката, Млажата, Трапът, Бостаните, Маньова чешма (една от малкото крайпътни чешми по пътя София-Русе), Калето, Римската могила, Просеката и други.
Климатът е умерено-континентален. Най-студено е през месец януари (-15⁰C до -20⁰C), а най-топло е през месец юли (около 32⁰C).
През землището на село Българене тече река Осъм. Подпочвените води са на малка дълбочина.
Почвите са черноземни-карбонатни, ливадно-черноземни, алувиално-ливадни и други. По крайбрежието на река Осъм са разположени всички влаголюбиви растителни видове, а по хълмовете – степна, полустепна, ливадна и горска растителност. Срещат се следните растителни видове: липа, бряст, леска, мекиш, дъб, клен и други. Северно от селото се намира трепетликова топола на повече от 100 години, която е защитен обект „Вековно дърво“. Фауната е твърде разнообразна: лисици, диви котки, порове, невестулки, таралежи, борсуци, зайци, катерички, костенурки, сърни, диви свине, гущери, змии, смокове, къртици, лалугери и други. Пернатите са: орли, ястреби, кукувици, яребици, пъдпъдъци, синигери, гургулици, кукумявки, диви гълъби, щъркели, лястовици, свраки, гарги, славеи и други. 
Населението на село Българене, след колебания в числеността над 2000 души между 1934 и 1965 години, с максимум през 1946 г. – 2491, намалява постепенно до 717 към 2018 г.

## История на основаването
Благоприятната природна и климатична среда са карали различни племена и народи в миналото да се заселват в района, оставяйки следи от своята култура и бит. Река Осъм е предоставяла възможност за риболов, горите по северните хълмове – за лов и скотовъдство, равнината в южната част – за земеделие. Намерен каменен чук и длето се датират към бронзовата епоха. От новожелязната епоха са останали следи от многобройния тракийски народ. Това са основи на жилища и предмети на бита, като глинени съдове – канички и чаши, оръжия – върхове на копия и стрели, монети, многобройни обредни могили южно от селото. Римска и късноримска керамика е открита в местността Трепката, заедно с монетите на римските императори Елагабал (218 – 222 г.), Проб (276 – 282 г.) и Констанций II (337 – 361 г.); в местността Гладно бърдо заедно с монетите на Траян (97 – 117 г.), Септимий Север (193 – 211 г.) и Лициний (308 – 324 г.); в района на селото заедно с монетите на Веспасиан (69 – 79 г.), Септимий Север (193 – 211 г.) и Йовиан (363 – 364 г.). От местността Кошарите освен фрагменти от глинени съдове, части от зидове на сгради, са намерени и монети от времето на Макрин (217 – 218 г.), Каракала (211 – 217 г.), Тилип Араб-баща (244 – 249 г.) и Константин Велики (304 – 337 г.). Оттук е и бронзова статуетка на богиня Венера върху плоска поставка, която днес се намира в историческия музей в град Плевен. Местността Кошарите (Русалийските гробища) е имала роля и връзка с пътя между античния кастел Нове (местността Стъклен при Свищов) и Мелта (Ловеч). Интересен предмет, свързан с духовната култура на местното тракийско население през римската епоха е оброчната плоча с изображение на Тракийския конник – върховен бог на траките. Тя е открита през 1950 г. в местността Калето и се съхранява в музей в град Свищов. Археологически данни за възобновен поселищен живот има в местностите Кошарите и Трепката от времето на славянобългарскота държава.
През 1430 г. Българене е включено в Никополския санджак и е регистрирано в турските документи със същото име. От тази година датира първото писмено известие за Българене. Селото е превърнато в тимар (малко по обхват и значение феодално владение) с годишен доход 3024 акчета без испенче (поземлено-личен данък за немюсюлманите) и придадено към Никополската крепост на мустахфъзите (бранителите на крепостта) Муса, Яхши и Али, които го владели съдружно и поравно. Домакинствата били 30 (около 121 души, предимно българи). За Българене 243 години по-късно се съобщава в друг документ на тогавашната турска администрация. През 1673 г., войната между Австрия и Турция, от Българене е взет един българин за товарене на турски кораби в Никополското пристанище. От посочените документи и първите писмени сведения се вижда, че селото се именува и свързва с името на жителите му – българи (булгари) и ене (ени), означаващо ново, равнище, равно място, ново място. Има предположение, че старото място на селото е било местността Тръпката. Най-стари родове, за които има сведения от XVI век, са родовете Паневци, Мичовци, Къневци и Сираковци. По-късно от с. Капитанци, което се е намирало източно от Българене, където сега е местността Селището, идва и се заселва родът на Кутовци. От този род води своето начало родът на Червенковци. От с. Койнаре, Врачанско произхождат Моневци, Шоповци, Бонгаловци и Караджовци. След премахването на крепостното право в Османската империя през 1834 г. започва трайно заселване на още българи – Цоневци от с. Летница (днешния град Летница), Мусаковци от с. Мусина, Великотърновско, Геновци – с. Бряст, Плевенско, Поповци – с. Петокладенци, Свищовско, Личковци – Севлиевско, Вачковци – с. Пиперково, Русенско. Най-стар местен род в Българене е родът на Ганчовци. 

## Българене по време на османското владичество и Освобождението
Революционен дух и въстаническа дейност е отпорът на българенчани срещу османското владичество. През 1821 г. е сформирана българска делегация от свищовските села Българене, Българско сливово, Деков, Татари, Ново село, Лъжене (днешното село Малчика), която се среща с руския генерал от гръцки произход Александър Ипсиланти в Румъния. Руският император тогава отказва да подкрепи борбата на балканските народи за свобода. Още на следващия ден, връщайки се през Зимница (Зимнич, Румъния) към Свищов 16 души са заловени и обезглавени от турската власт. Още 400 българи, замесени в този заговор или „завера“ били разкрити и имали същата участ по-късно. На третия ден от байрама, към края на месец юни 1821 г. въстаналите села биват жестоко удавени в кръвта на православните. През 1870 г. един средноимотен българенчанин плаща следните данъци: данък джизие – 8958 гроша, данък общ доход върху движими и недвижими имоти, и занаяти – 9683 гроша, данък десятък върху продукцията – 6418 гроша. Турското население плаща само данък общ доход – 2187 гроша.
Когато Русия на 24 април 1877 г. обявява война на Османска Турция, като опълченци от Българене участват девет души: Петър Митев, Иван Савов, Антон Пенев, Христо Атанасов, Стефан Стефанов, Енчо Петров, Ангел Петков, Дамян Петков и Блажо Иванов Личков. На 27 юни 1877 г. руската армия преминава Дунава и стъпва на българска земя. В авангард се движи Кавказката казашка бригада с цел да предпази българското население от нападенията на башибозуците и черкезите, да подсигури преминаването на руските войски по мостовете над река Осъм и да извърши разузнаване. На 4 юли 1877 г. вечерта авангардът пристига в Българене и е посрещнат тържествено с хляб и сол. Българене става средище на щабове и болници. Грижите на българенчани за болните и ранени руски воини се подвърждават от великия руски хирург Николай Пирогов, който посещава болниците. Населението на Българене осигурява на руската армия квартири, храна и фураж за животните. Двама българенчани в състава на втора дружина, трета рота, Дамян Петков и Блажо Иванов Личков се отличават в ожесточените битки при Стара Загора и защитата на Шипка. Особено самоотвержена е защитата на Самарското знаме. За техните геройски подвизи напомнят две паметни плочи там, където са се сражавали втора и трета опълченска дружина.

## Войните и годините на следвоенната криза 1912 – 1923 г.
В Балканската и Междусъюзническата война загиват следните българенчани: Александър Илиев Гърков, Андрея Атанасов Кутов, Григор Атанасов Сираков, Иван Върбев Личев, Илия Макавеев, Йордан Т. Велков, Лазар Кънев, Личко Матеев, Николай Т. Кутов, Петър Енчев, Петко Димитров, Прокопи Върбев, Симеон Пантелеев, Спиридон Митев Чечев, Георги Цаков, Кръстьо Иванов Мусаков.
В Първата световна война загиват следните българенчани: Аврам Илиев Йорданов, Александър Енчев Мусаков, Александър Иванов Копчев, Андрея Иванов Сираков, Асен Тончев Монев, Атанас Николчев Кутов, Блажо Петков, Борис Ангелов Томев, Борис Тодоров Драгиев, Боян Борисов Личков, Борис Тодоров Блажев, Велико В. Димов, Владимир Личев Точков, Ганчо Ленков Ганчев, Данчо Парашкевов Гетев, Митко Петков Митев, Енчо Симеонов Вълев, Емануил Блажев Личев, Захари Илийчев, Захари Петров Новаков, Иван Добрев, Иван Маринов Станков, Иван Т. Пачев, Игнат Макавеев Монев, Илия Начков, Коста В. Анчев, Кучо Илиев, Лазар Върбев Трифонов, Лазар Г. Мусаков, Лазар Данков Личев, Макавей Дачев Николов, Минко Цанев, Наум Иванов Гърков, Недялко Иванов Велчевски, Павел Атанасов Коев, Парашкев Динков Ганков, Пенко Денев, Петко М. Петранов, Пенчо Стоянев Кьорадев, Копчо Копчев Личков, Серафин Николов Мирев, Симеон Костадинов Студенков, Тодор Великов Мусаков, Тодор Е. Иванчев, Тодор Иванов Блажев, Тодор Трифонов Божев, Христо Митанов Динков, Цани П. Нанев, Цвятко Георгиев Донев, Цвятко Натов Караджов, Цвятко Я. Кръстев и Цвятко Енчев.
В плен при англичаните попадат: Александър Киров, Петър Пачев, Тони Мусаков, Лазар Ганков и Димитър Венков Хаджиев.
Инвалиди от войната остават: Лазар Гетев, Григор Мусаков и Филип Начков.
По време на войните през Българене преминава 2-ри корпус на румънската армия и оставя холера и дизентерия, от които умират 37 души, повечето деца.
По спомени на възрастни хора от селото, в годините след войните, по нивите само деца и жени са натискали дървеното рало зад воловете.
Българенчани са мобилизирани в 33-ти пехотен полк, 36-и пехотен полк, 54-ти пехотен полк, 9-а пионерна дружина, 8-и конен полк и други войскови поделения. Българенските воини с желание за победа и висок боен дух се включват в боевете при Ак Алан, при Кабачка, при Сиври Кая, в атаката на южния скат на Чатал тепе и Безименната висота, при Чаталджа, източно от с. Кемал, срещу форта Каракол Нокта (11 – 18 март 1913 г.), обсадата на Одрин (от октомври 1912 до 26 март 1913 г.). Четвъртата битка при Чаталджа е последното голямо сражение на българо-османския фронт през Балканската война. Обсадата на Одрин от български и сръбски войски завършва с превземането на турската крепост от Втора Българска армия и решителна победа, довела до края на Балканската война. По силата на Лондонския мирен договор от 30 май 1913 г. Турция отстъпва земите си на Балканския полуостров от линията Мидия-Енос. Изострят се, обаче, противоречията между балканските съюзници за освободените от Турция български земи. Фердинанд прехвърля войски от Източна Тракия срещу Сърбия и Гърция. На войниците от 33-ти свищовски пехотен полк, в който има 82 българенчани, на гара Левски е забранено да слизат от вагоните. Бунт обхваща войсковите части. Поради липса на тактическо умение бунтът е потушен, част от участниците хвърлени в затвора.
През 1913 г. 33-ти пехотен Свищовски полк завзема прохода „Св. Никола“, връх Ощра, връх Копатник.
През 1915 г. 33-ти пехотен Свищовски полк участва в боевете при Черни връх и селата Селачка, Извор, Дряновец, Върбица и Боровац, при с. Преконоге, връх Грамада, връх Магашка чука, с. Скирача, с. Орлеан. През 1916 година воюва при село Петораци – Арменово - Кенали - Меджитлия - Негочани. През пролетта на 1917 г. води боеве при село Долджели, а през 1918 г. – при опорните пунктове Солун, Канарата, Свищов, а в края на войната при Дойран.
Полкът е в състава на легендарната Девета пехотна плевенска дивизия под командването на генерал-майор Стефан Нерезов (септември 1915 – декември 1916 г.). Девета пехотна плевенска дивизия заема участъка от р. Вардар на изток до Дойранското езеро.
От март 1917 до 1918 г. командването на дивизията се поема от полковник (тогава) Владимир Вазов и записва една от най-блестящите страници в българската военна история – отбранителните действия в Дойранска епопея (16 – 19 септември 1918 г.). Българската тактика и стратегия се изучава години наред дори в английските военни училища. През 1936 г. в Лондон, при честване по случай края на войната, знамената на английската армия са сведени в чест на българската делегация, водена от ген. Владимир Вазов – победителят при Дойран.
Днес на 6 км от с. Цръничани (с. Црничани, Македония), по стария български военен път към Калатепе, в местността „Трите чешми“ се намира гробището на 33-ти пехотен Свищовски полк. Надгробните камъни са натрошени, а гробовете разкопани. Паметникът на загиналите на 6 май 1917 г. войници, подофицери и офицери от полка е взривен.
През 1929 г. в Свищов, в двора на старата казарма, близо до часовниковата кула, е издигнат паметник на 33-ти пехотен Свищовски полк. Монументът е изграден с дарения. Храбростта на неговите войници и офицери е възпята в известния марш „Дунавци“. В село Българене паметник напомня славата на загиналите воини.

## Обществени институции
Село Българене към 2019 г. е център на кметство Българене.
В село Българене има:
- действащо към 2019 г. читалище „Гео Милев – 1895“;[9][10]
- действащо към 2019 г. общинско основно училище „Христо Ботев“;[11]
- православна църква „Възнесение Господне“, действаща само на големи религиозни празници;[12]
- пощенска станция.[13]

## Културни и природни забележителности
- Римски мост [14]
- Паметна плоча на загиналите българенчани във войните [15]

## Личности
- Съботин Генов (р. 1926), български политик от БКП
- Антон Мусаков (1932 – 1998), български офицер, генерал от Държавна сигурност
- Иван Георгиев Ватев (1924 – 2012) Полковник, един от основателите на ракетните войски в България.
- Д -р Виолета Рилчева, дм (р.1975),специалист по Ендокринология,  доктор по Имунология